# Eesti Pank
Az Eesti Pank (magyarul: Észt Bank) Észtország központi bankja, az ország korábbi hivatalos pénznemének, a koronának az egyedüli kibocsátója. A bank a Központi Bankok Európai Rendszerének tagja. Segédkezik az ország monetáris és gazdasági politikájának kialakításában. Az Észt Bankról szóló Köztársasági Rendelet értelmében részvénytársasági formában működik.

## Története
A bankot Észtország ideiglenes kormánya alapította 1919. február 24-én, pontosan egy évvel a függetlenség kikiáltása után. 1921-től a bank bocsátotta ki Észtország saját pénznemét, az észt márkát, amelyet az 1928. január 1-jével bevezetett pénzreform során az észt korona váltott fel. 
Amikor 1940-ben az országot a Szovjetunió foglalta el, a bankot államosították. Az Észt Szovjet Szocialista Szövetségi Köztársaság állami bankjaként moszkvai felügyelet alatt intézte Észtország pénzügyeit. Az egyedüli fizetőeszköz a szovjet rubel lett.
Röviddel Észtország újbóli függetlenné válása előtt 1989. december 15-én elhatározták az Eesti Pank újraalapítását 1990 január 1-i dátummal. Észtország banktörvényét (Eesti Vabariigi Pangaseadus) 1989. december 28-án fogadták el, amely az Eesti Bankot nevezi meg a belföldi fizetőeszköz egyedüli kibocsátójaként. A bank alapító okiratát 1990. március 15-én fogadták el.
1992. június 20-án lépett hatályba az észtországi pénzreform, amely leválasztotta az országot a rubelzónától. Innentől kezdve a fizetőeszköz az észt korona lett. 
2004. május 1-jén, az ország EU-csatlakozásával párhuzamosan az Eesti Pank a Központi Bankok Európai Rendszerének tagja lett. Ugyanekkor Észtország csatlakozott az európai árfolyam-mechanizmushoz, és a kormány kinyilvánította szándékát az euró mielőbbi bevezetésére, ami 2011. január 11-én meg is történt.

## Feladatai
Az Eesti Pank betölti a modern jegybankok összes feladatát: az ország pénz- és devizapolitikájának kialakítása, a bankszektor felügyelete, a pénzforgalmi rendszer működésének biztosítása, valamint a pénzügyi rendszer stabilizálása. A bank politikája az árstabilitásnak van alárendelve. Tevékenységét az Észt Bankról szóló törvény (Eesti Panga Seadus) szabályozza.

## Szervezete
A bank legfelsőbb szerve a Központi Bank Tanácsa (Eesti Panga Nõukogu) amely az elnök mellett nyolc tagból áll. A bankot az igazgatóság vezeti, amely az elnökből és három alelnökből áll.
Az Eesti Pank elnökei
- Mihkel Pung (1919. március–augusztus)
- Eduard Aule (1919. augusztustól ügyvezetőként, 1921. október – 1925. október)
- Artur Uibopuu (1925. október – 1926. november)
- Jüri Jaakson (1926. november 1926 – 1940. július)
- Juhan Vaabel (1940. július–október)
- Martin Köstner (1944–1949)
- Oskar Kerson (1968. január 21. – 1980. december 31.)
- Rein Otsason (1989. december 28. – 1991. szeptember 23.)
- Siim Kallas (1991. szeptember 23. – 1995. április 27.)
- Vahur Kraft (1995. április 27. – 2005. június 7.)
- Andres Lipstok (2005. június 7. – 2012. június 7.)
- Ardo Hansson (2012. június 7. óta)

## Fordítás
Ez a szócikk részben vagy egészben  az   Eesti Pank című német Wikipédia-szócikk ezen változatának fordításán alapul.  Az eredeti cikk szerkesztőit annak laptörténete sorolja fel. Ez a jelzés csupán a megfogalmazás eredetét és a szerzői jogokat jelzi, nem szolgál a cikkben szereplő információk forrásmegjelöléseként.